# Ives Tongue
Der Ives Tongue (englisch für Ives-Zunge) ist eine schmale Landzunge einer unbenannten Insel vor der Küste des ostantarktischen Kemplands. Sie liegt zwischen der Festlandküste und der Foldøya.
Wissenschaftler der britischen Discovery Investigations entdeckten und benannten sie im Februar 1936 bei einer Antarktisfahrt mit der RRS William Scoresby. Der weitere Benennungshintergrund ist nicht überliefert.